# اچ‌ام‌اس کامبرلند (۱۸۴۲)
اچ‌ام‌اس کامبرلند (۱۸۴۲) (به انگلیسی: HMS Cumberland (1842)) یک کشتی بود که طول آن ۱۸۰ فوت (۵۵ متر) بود. این کشتی در سال ۱۸۴۲ ساخته شد.